# Scaligeria afghanica
Scaligeria afghanica är en flockblommig växtart som beskrevs av Dieter Podlech. Scaligeria afghanica ingår i släktet Scaligeria och familjen flockblommiga växter. Inga underarter finns listade i Catalogue of Life.